# Aligot gris septentrional
L'aligot gris septentrional (Buteo plagiatus) és una espècie d'ocell de la família dels accipítrids (Accipitridae). Habita boscos, sabanes i terres de conreu de la zona Neotropical, des de Mèxic cap al sud fins al sud 'd'Hondures i nord-oest de Costa Rica. El seu estat de conservació es considera de risc mínim.

## Taxonomia
Anteriorment estat considerat una subespècie de Buteo nitidus, però actualment és considerat una espècie de ple dret arran els treballs de Millsap et al. 2011